# Yakuza obscura
Yakuza obscura är en insektsart som beskrevs av Irena Dworakowska 2002. Yakuza obscura ingår i släktet Yakuza och familjen dvärgstritar.
Artens utbredningsområde är Taiwan. Inga underarter finns listade i Catalogue of Life.